# 微博音乐盛典
微博音乐盛典（英語：Weibo Music Awards，简称WMA），前身为亚洲新歌榜年度盛典，是由中国网站新浪微博举办的流行音乐颁奖活动，2022年更为现名。

## 榜单简介
亚洲新歌榜于2015年6月8日正式亮相，包含日榜、周榜、月榜，以及年度音乐盛典，是各音乐网站在新浪微博上新歌音频及视频播放量为主要依据， 加以歌曲在微博的分享和付费下载数据综合而成的一份榜单，是中国第一个以新歌为主的跨平台联合榜单。亚洲新歌榜又可细分为内地榜、港澳台榜和亚太榜。
2016亚洲新歌榜年度盛典于2016年9月27日在北京举办。
2017亚洲新歌榜年度盛典于2017年8月27日举办。
2018亚洲新歌榜年度盛典于2018年8月19日举办。
2019亚洲新歌榜年度盛典于2019年10月31日在北京举办。
2022年更名为微博音乐盛典，在线上公布年度推荐歌手、年度推歌曲等5大类别推荐奖项各十名。2023年1月18日在北京举行2022微博音乐盛典颁奖典礼，颁发年度优秀歌手、年度杰出歌手、年度最佳组合、年度男歌手、年度女歌手、年度实力艺人、年度音乐人、年度影响力音乐人等众多奖项。
2023年9月26日举行2023微博音乐盛典颁奖典礼，颁发了年度内地男歌手、年度内地女歌手、年度制作人、年度音乐人、影响力音乐人等35个奖项。
2024年9月19日，在线上公布经网友投票和专家评审选出的五大推荐：年度推荐人物、年度推荐歌曲、年度推荐MV、年度推荐演唱会、年度推荐演出IP各十名。9月25日，举行2024微博音乐盛典线下颁奖典礼，颁发了年度内地女歌手、年度内地男歌手、年度卓越歌手、年度优秀歌手、年度全能音乐人、影响力音乐人等奖项，并为五位音乐幕后工作者颁发了“金叶荣耀”奖项。